# Juan Diego Redondo Puertas
Juan Diego Redondo Puertas   (Pampaneira, 15 d'octubre de 1959 - l'Hospitalet de Llobregat, 18 de desembre de 2011), també conegut com a “Dieguito el dolent”, fou un atracador català. Va participar en una nombrosa fuga de 45 presos de la Model de Barcelona i al llarg de la seva vida va passar més anys empresonat que en llibertat.
De petit es va traslladar a Barcelona amb la seva mare i els seus set germans. Als 15 anys va formar un grup que atracava joieries i bancs a mà armada. El 1975, acabats de cumplir els 16 anys, va entrar per primera vegada a la presó Model de Barcelona.
El 1978, va participar en una fuga de 45 presos de la Model de Barcelona per les clavegueres. Sent cap de la Coordinadora de Presos en Lluita (Copel), va organitzar el que pretenia ser la fugida de 600 reclusos. Al llarg de quinze dies, utilitzant plats, fustes i instruments de ferro, van excavar un túnel de 18 metres per arribar al clavegaram i fugir. El 2 de juny de 1978, 45 presos van aconseguir escapar abans que la Guàrdia Civil avortés la fugida de la resta. Va ser detingut uns dies després a Castelldefels i va quedar greument ferit. A la presó barcelonina va coincidir amb presos polítics com Josep Maria Huertas Claveria, Lluís Maria Xirinacs i Albert Boadella.
El 1988, al sortir en llibertat condicional, va aconseguir una feina de fuster i es va casar amb Carmela, amb qui va tenir dos fills, Eric i Lorena. El 1992 va tornar a entrar a la presó, per una causa pendent de 1978 i el 1995 la seva dona es va suïcidar. El 1996, la seva filla Lorena va patir un accident a Rubí que li va provocar la mort.
El 2004, va adquirir notorietat pública després d'escriure el llibre autobiogràfic "La Fuga de los 45" on narrava la seva participació en la fuga de la Model. El 2005, després de fugar-se de la presó de Can Brians, va fer un atracament frustrat amb ostatges en un supermercat Caprabo del carrer Ganduxer de Barcelona. El 2006 va publicar un tercer llibre "Las fugas del malo Dieguito”. Va morir el 18 de desembre de 2011 a l'Hospitalet de Llobregat.